# La Femme à barbe
La Femme à barbe, en espagnol La mujer barbuda (Magdalena Ventura con su marido), est un tableau peint en 1631 par José de Ribera. Il mesure 196 × 127 cm. Il est conservé au musée de l'hôpital de Tavera à Tolède. 
Le tableau représente une femme barbue et son mari ; elle donne le sein à un nourrisson.
Dans la partie droite du tableau, sous un coquillage symbolisant l’hermaphrodisme, Ribera peint une longue inscription qui informe que cette femme est Magdalena Ventura, une Italienne âgée de cinquante-deux ans et mère de trois enfants, à qui une barbe a commencé à pousser à l'âge de trente-sept ans, et son mari Félix de Amici.
L'inscription débute par les mots latins En magnum natura miraculum, ce qui signifie « un grand miracle de la nature ». 
Le tableau est une commande du vice-roi de Naples, le duc d'Alcalá Fernando Afán de Rivera y Enríquez (1570-1637), collectionneur de portraits d’êtres au physique considéré, selon les canons de l'époque, comme bizarre, extravagant, monstrueux ou exotique, notamment les nains.
Ribera, dans un style caravagiste, utilise des jeux intenses de lumière et d’ombres qui, associés à une exposition naturelle et digne des personnages (elle allaite le bébé avec un regard fatigué, le mari se tient derrière elle avec un regard résigné) imprègne le travail d’une immense humanité malgré la nature presque monstrueuse du motif
. 